# Gemini Ganesan

Gemini Ganesan

Gemini Ganesan (Tamil: ஜெமினி கணேசன், * 16. November 1919 in Pudukkottai, Tamil Nadu; † 22. März 2005 in Chennai; bürgerlicher Name: Ramaswamy Ganesan) war ein indischer Schauspieler. Zusammen mit M. G. Ramachandran und Sivaji Ganesan gehörte er zu den großen Stars der tamilischen Filmindustrie.
1946 begann er eine Assistententätigkeit in the Gemini Studios in Chennai, seinen ersten Filmauftritt hatte er 1947. Mit Manampola Mangalyam (1953) kam für ihn der Erfolg. Gemini Ganesan trat in mehr als 200 Filmen auf, vor allem in der Rolle des romantischen Helden, was ihm von Medien und Publikum den Spitznamen „Kadhal Mannan“ (König der Romanze) einbrachte. Ebenfalls kommerziell sehr erfolgreich waren C. V. Sridhars Kalyana Parisu (1959, mit A. Nageshwara Rao) und D. Yoganands Parthiban Kanavu (1960, mit Vyjayantimala), ein historischer Film vor dem Hintergrund der Konflikte zwischen den Pallavas, Chalukyas und Cholas im 7. Jahrhundert. Bis in die 1990er Jahre war Ganesan bei Film und Fernsehen beschäftigt.
Ganesan war viermal verheiratet, eine seiner sieben Töchter ist die berühmte Bollywood-Schauspielerin Rekha. 1971 wurde er mit dem Padma Shri ausgezeichnet. Die Regierung von Tamil Nadu ehrte ihn mit einem Staatsbegräbnis inklusive 21 Salutschüssen.